# 佛印 (宋朝)
佛印（1032年—1098年）俗姓林，名了元，字觉老，一說姓謝名端卿，北宋饒州浮梁（今江西景德鎮）人。
生於明道元年，幼聰慧，三歲诵《論語》 ，五歲能誦詩三千首。在竹林寺读《楞严经》，不久出家，至庐山开先寺礼云门下三世善暹禅师为师，十九岁时又到庐山圆通寺参谒居讷禅师，历任淮山斗方寺、庐山开先寺、归宗寺，丹阳金山寺、焦山寺、江西大仰山寺住持。
與周敦颐、苏轼友善，苏轼谪居黄州時，佛印住廬山，兩人常有唱酬，其往来事迹，可見於《禅林僧宝传·了元传》、《居士分灯录》卷上等。佛印说法讲究用词，有“人间寒食，洞里花开。游蜂与蝴蝶争飞，鹭子共黄鹂对语。”之名句。野史中常有佛印與蘇軾鬥智的故事，馮夢龍的《醒世恒言》第十二卷有《佛印師四調琴娘》。
哲宗元符元年圓寂，享壽六十七歲。